# Prozess gegen bürgerliche Nationalisten
Der Prozess mit bürgerlichen Nationalisten, auch Prozess mit Gustáv Husák und anderen, war ein Schauprozess mit hohen slowakischen Funktionären der KSS (Kommunistische Partei der Slowakei). Der Prozess mit dem Hauptbeschuldigten Gustáv Husák fand in April 1954 vor dem Obersten Gericht in Bratislava statt und reihte sich in die anderen zahlreichen Prozesse in der Tschechoslowakei der 1950er Jahre.

## Geschichte

### Hintergründe
Der Anfang der Auseinandersetzung zwischen den dogmatischen Funktionären der Kommunistischen Partei der Tschechoslowakei (KSČ) in Prag und den auf eine gewisse Autonomie pochenden Funktionären in der Slowakei datiert bereits aus den 1920er Jahren. 1924 gründeten einige slowakische, sozialistisch beeinflusste Vertreter der Kulturavantgarde wie Vladimír Clementis, Daniel Okáli, Ladislav Novomeský, Andrej Sirácky, Ján Poničan und andere die Zeitschrift DAV und bildeten ebenfalls die Gruppe DAV, die häufiger DAVisten bzw. Davisten (slowakisch davisti, tschechisch davisté) genannt wurden. Später stieß auch Gustáv Husák zu der Gruppierung. Bezüglich der slowakischen Frage forderten sie eine Gleichberechtigung, nicht die Behandlung als eine nationale Minderheit.

### Prozess
Die früheren Dispute wurden später benutzt, um die "disruptive Gruppe bürgerlicher Nationalisten" in der Slowakei zurückzudrängen. Die Kritik setzte teilweise schon vor 1948 ein, Anfang der 1950er Jahre wurden einige KSČ-Mitglieder wie Clementis aus ihren Funktionen entlassen. Der Prozess fand schließlich vom 21. April bis 24. April 1954 statt. Der Hauptanklagepunkt war der Vorwurf, die Beschuldigten verbündeten sich mit der slowakischen Bourgeoisie gegen die Interessen der tschechischen Nation und der Arbeiterklasse. In der Anklageschrift stellte das Gericht außerdem fest, dass die bürgerlich-nationalistische Tendenz bereits um 1930 mit der Gründung der Zeitschrift DAV zusammenfällt, welche die Merkmale einer kriminellen Organisation hatte.
Am 24. April 1954 wurden die Urteile verkündet: Gustáv Husák (Hauptangeklagter des Prozesses) – lebenslange Haft, Ivan Horváth – 22 Jahre, Daniel Okáli – 18 Jahre, Ladislav Holdoš – 13 Jahre und Ladislav Novomeský – 10 Jahre. In den 1960er Jahren wurden die Urteile aufgehoben und später wurde Husák sogar Präsident der Tschechoslowakei. (Clementis war bereits 1952 im Rahmen des Slánský-Prozesses zum Tode verurteilt und hingerichtet worden.)
Aufgrund einer Amnestie wurden die meisten Verurteilten 1960 aus der Haft entlassen (Novomeský bereits 1955); aber erst drei Jahre später, nach dem Bekanntwerden der Ergebnisse der sogenannten Barnabiten-Kommission, die sich mit dem Prozess beschäftigte, wurden sie rehabilitiert.